# فرنسيسكو أنطونيو فاليجو
فرنسيسكو أنطونيو فاليجو (بالإسبانية: Francisco Antonio Vallejo)‏ هو رسام إسباني، ولد في 1722، وتوفي في 1785.